# Stephen Mailer
Stephen Mailer (* 10. März 1966 in New York City, New York) ist ein US-amerikanischer Schauspieler.

## Leben
Stephen Mailer wurde 1966 in New York City, im US-Bundesstaat New York geboren. Er ist der Sohn des Schriftstellers Norman Mailer und der Schauspielerin Beverly Bentley. Er besuchte die Saint Ann's School.
Seit den frühen 1980er Jahren trat er in mehr als 40 Film- und Fernsehproduktionen auf, zumeist in kleinen Rollen.
Mailer war mit der Modedesignerin und Filmregisseurin Visnja Rodic Clayton und anschließend mit der Produzentin Lindsay Marx verheiratet. Er heiratete Elizabeth Rainer im Jahr 2010 und hat zwei Kinder, Cal und Teddy.

## Filmografie
- 1982: CBS Library (Fernsehserie)
- 1985: War and Love
- 1987: ABC Afterschool Special
- 1988: Eine andere Frau (Another Woman)
- 1989, 1991: American Playhouse
- 1990: Cry-Baby
- 1990: Die Affäre der Sunny von B. (Reversal of Fortune)
- 1990: H.E.L.P. (Fernsehserie)
- 1991: Law & Order (Fernsehserie)
- 1991: Darrow
- 1992: Eine Klasse für sich (A League of Their Own)
- 1992: Crossroads (Fernsehserie)
- 1993: Eine Klasse für sich (A League of Their Own, Fernsehserie)
- 1994: Getting In
- 1997: Red Meat
- 1997: The Way We Are (Quiet Days in Hollywood)
- 1999: 24 Nights
- 1999: Ride with the Devil
- 2003: Law & Order: Special Victims Unit (Fernsehserie)
- 2004: Gilmore Girls (Fernsehserie)
- 2006: Kettle of Fish
- 2007: Jung und Leidenschaftlich – Wie das Leben so spielt (As the World Turns, Fernsehserie)
- 2008: Baby Mama
- 2008: Che
- 2008: The Golden Boys
- 2010: Jack in Love (Jack Goes Boating)
- 2010: Rabbit Hole
- 2010: Last Night
- 2011: Unforgettable
- 2012: Das Glück der großen Dinge (What Maisie Knew)
- 2013: Deception (Fernsehserie)
- 2013: Louder Than Words
- 2014: Friends and Romans
- 2016: Blind
- 2017: Die Verlegerin (The Post)
- 2019: The Irishman